# Siv Helene Stangeland
Siv Helene Stangeland (geboren 1966 in Stavanger, Norwegen) ist eine norwegische Architektin und Gründungspartnerin des Architekturbüros Helen & Hard.

## Leben

### Ausbildung
Stangeland studierte zunächst Französisch und Kunst an der Universität Bordeaux, wechselte dann aber das Fach und studierte Architektur an der Architektur- und Designhochschule Oslo (AHO). Während dieses Studiums verbrachte sie jedoch drei Jahre in Barcelona, wo sie an der Escola Tècnica Superior d’Arquitectura (ETSAB) unter anderem bei Enric Miralles studierte und sich von den Werken Antoni Gaudís inspirieren ließ. Zurück in Stavanger lernte sie 1992 den Grazer Architekten Reinhard Kropf kennen und schloss ihr Studium an der AHO ab.

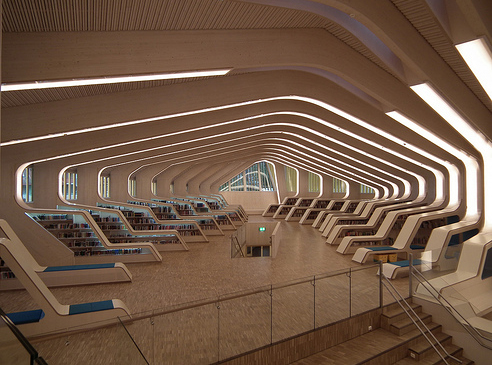
Stadtbibliothek in Vennesla, Norwegen.

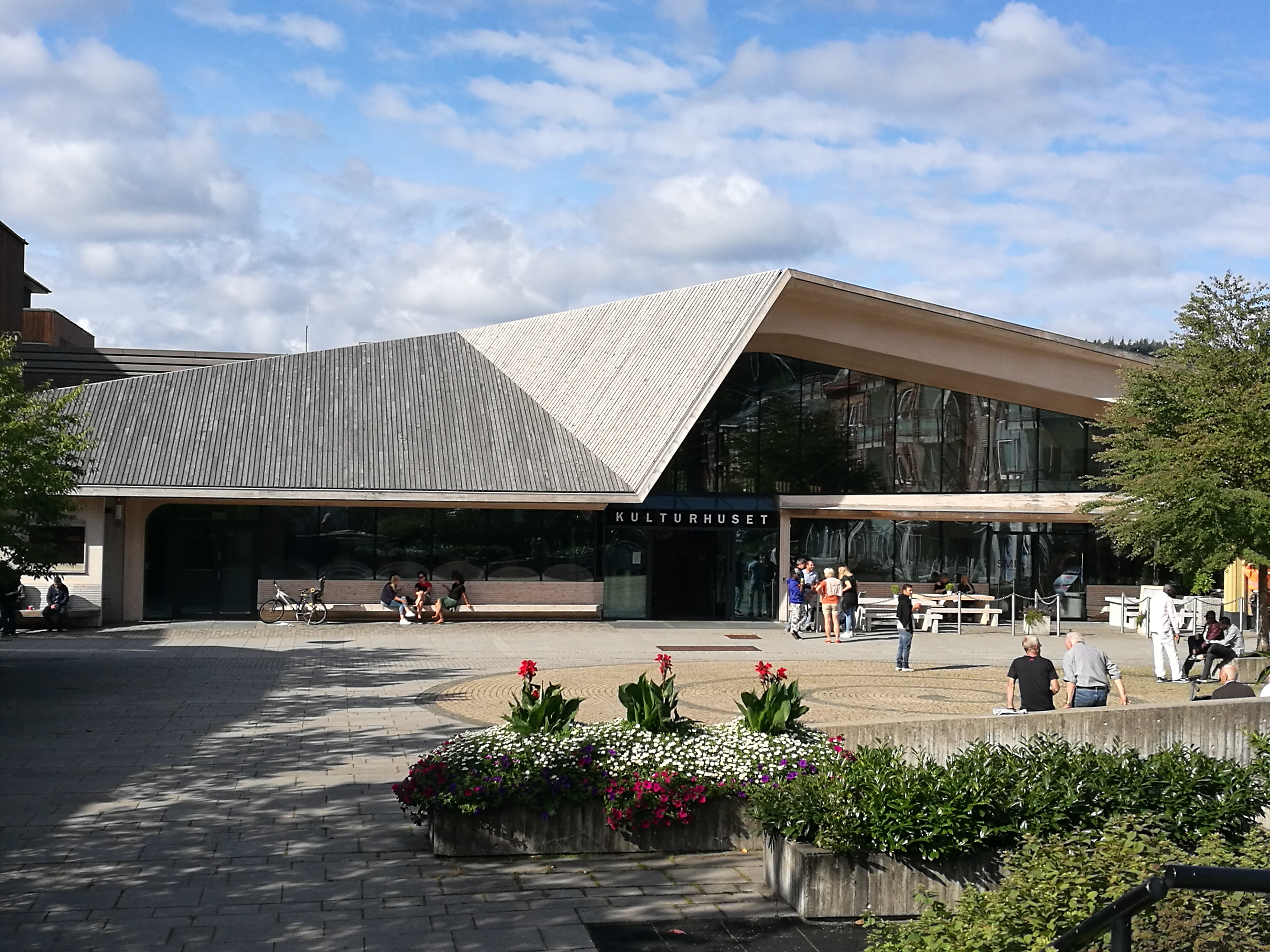
Kulturhaus mit Bibliothek in Vennesla, Norwegen

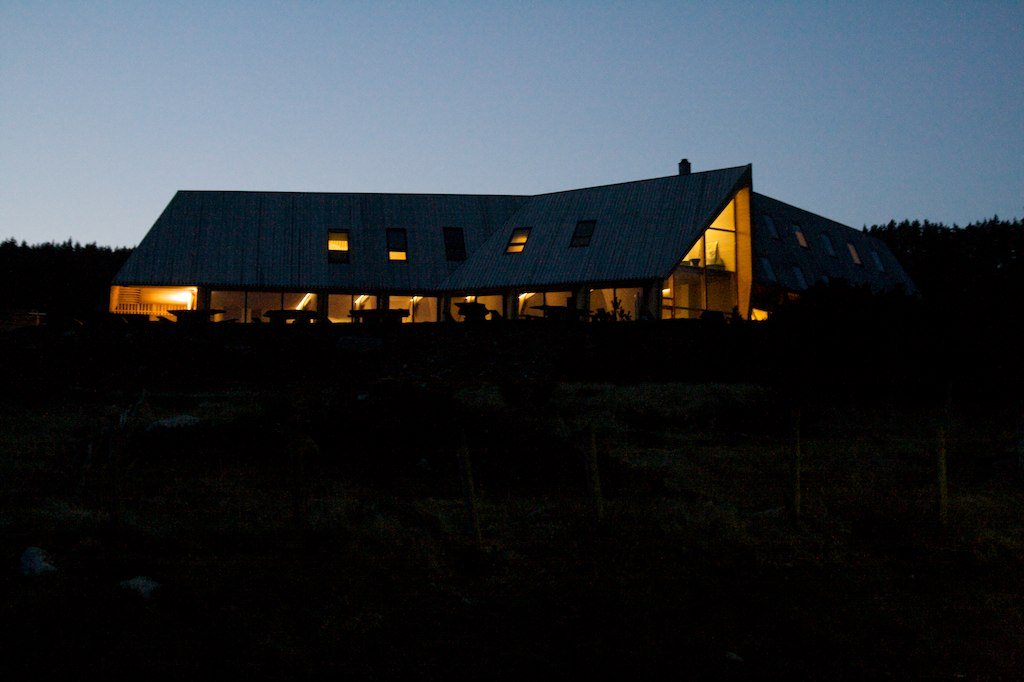
Preikestolhytta, das neue Berghotel beim Preikestolen, Norwegen.

### Helen & Hard
1996 gründeten Siv Helene Stangeland und Reinhard Kropf das Architekturbüro Helen & Hard. Stangeland entwickelte das Konzept des Relational Design. Damit beschrieb sie eine neue Methode des Bauens, bei der vor Ort vorhandene Geschichte, Geografie und gesellschaftliche Strukturen in die Planung einbezogen werden und Materialien wiederverwendet werden, so etwa Hinterlassenschaften der Ölindustrie in Stavanger. Im Jahr 2017 verteidigte sie zu diesem Thema ihre Doktorarbeit „Wilding and weaving“ an der Architekturschule Aarhus, Dänemark.

„Es geht darum, Architektur im Dialog mit dem sozialen, materiellen und kulturellen Kontext eines bestimmten Projekts zu entwickeln.“

Seit 2008 haben sich Helen & Hard auf Holzbauweise spezialisiert. Ziel ist es seitdem, alle Arten von Gebäuden in Holz zu realisieren und dabei wirtschaftlich und effizient zu arbeiten. Auch die Wiederverwendung von Materialien ist dabei nach wie vor ein Thema.
Neben dem Büro in Stavanger gibt es auch eines in Oslo. Das Team ist international besetzt mit 26 Kreativen mit unterschiedlichen Schwerpunkten (Stand 2021).
2013 waren Kropf und Stangeland für den Mies-van-der-Rohe-Preis nominiert.

### Architekturbiennale Venedig 2021
Auf der Architektur-Biennale 2021 in Venedig bespielte das Team von Helen & Hard den Nordischen Pavillon in den Giardini unter dem Motto „What we share. A model for cohousing“. Es sollte ein Modell für gemeinschaftliches Wohnen vorgestellt werden. Sie entwickelten die Gestaltung gemeinsam mit dem Unternehmen „Gaining By Sharing“, das Helen & Hard mit Sissel Leire gegründet hatten und für das sie im norwegischen Stavanger das Architektur-Projekt Vindmøllebakken (= Windmühlenhügel) realisiert hatten. 4950 Quadratmeter standen für das Projekt zur Verfügung. Auf diesem Areal wurden 40 Co-Living-Einheiten in vier Townhouses und acht Apartments errichtet. Die kleinen, aber vollständig ausgerüsteten Wohnungen sind rund um eine 500 Quadratmeter große Gemeinschaftsfläche errichtet. Sie dient als Treffpunkt für Bewohner und Gäste, als Essplatz, Kino und Konzertsaal. Die Künstlerin Anna Ihle, die selbst in Vindmøllebakken wohnt, war in Venedig anwesend und hatte es sich zur Aufgabe gestellt die sozialen und politischen Voraussetzungen für diese Wohnform zu untersuchen.

### Spa für Marina Abramović
Der Entstehungsprozess des Spa für Marina Abramović spiegelt die Vorgehensweise des Relational Design wider. Auf dem Gelände des Marina Abramović Institute in Hudson, New York ließ Abramović von Helen & Hard ein Spa konzipieren, in dem Naturkristalle aus Abramovićs Sammlung integriert werden, Ausblicke auf die Landschaft freigegeben werden und ein kristallines Holztragwerk geschaffen wird. Dabei wurden Strukturelemente einer schon existierenden Gartenlaube aufgegriffen und ein Raum der Entspannung geschaffen.

## Projekte
Realisierte Projekte, an denen Stangeland maßgeblich beteiligt war, sortiert nach dem Fertigstellungsjahr:
Wohngebäude
- 1999: Holzhäuser in Sølvberget, Stavanger, Norwegen.
- 2013: Rundeskogen, Sandnes, Norwegen.
- 2019: Vindmøllebakken (= Windmühlenhügel) „Gaining by Sharing“, Stavanger, Norwegen. 2021: Innovation Award for Universal Design in der Kategorie Architektur von Design og Arkitektur Norge (DOGA)[4]
- 2020: Sirius Aspern, Seeparkquartier Baufeld, Aspern, Wien, Österreich.

Temporäre Unterkünfte
- 2008: Preikestolenhytta, Berghotel am Preikestolen (= Predigtstuhl), Strand, Norwegen.
- 2015: Gudbrandslie Cabin, Gudbrandslie, Norwegen.
- 2018: Bore Surf Hostel, Bore Jæren, Norwegen.
- 2020: Woodnest, Odda, Norwegen.

Öffentlich zugängliche Einrichtungen
- 2008: Geopark, Stavanger, Norwegen. Freizeiteinrichtung.
- 2011: Stadtbibliothek, Vennesla, Norwegen. Bibliothek. 2012 ausgezeichnet mit dem Statens byggeskikkpris.
- 2021: What we share, Installation auf der Architekturbiennale, Venedig, Italien.

Bürogebäude und Privathäuser
- 2012: I-Park, Stavanger, Norwegen. Bürogebäude.
- 2018: Reilstad, Norwegen. Privathaus.
- 2019: The Financial Park, Stavanger, Norwegen. Bürogebäude. Gemeinschaftsprojekt mit dem Architekturbüro SAAHA aus Oslo.
- 2020: Emma Kunz Pavillon, Waldstatt, Schweiz. Privathaus.

## Veröffentlichungen
- Mit Martin Braathen, Peter Cook, Michael Hensel, Reinhard Kropf: Helen & Hard. Relational design. Hatje Cantz, Ostfildern 2012, ISBN 978-3-7757-3134-8.
- Siv Helene Stangeland / Helen & Hard. In: Christoph Thun-Hohenstein (Hrsg.): Vienna Biennale 2015. Ideas for change. 11.6. - 4.10.2015. Verlag für moderne Kunst, Wien 2015, ISBN 978-3-903004-24-5, S. 172–173.
- Wilding and weaving. A relational design practice. = Verwildern und Weben. Eine relationale Designpraxis. A doctoral research project embedded in the creative practice of Helen & Hard. Arkitektskolen, Aarhus 2017, OCLC 1002796312 (englisch).
- Humanistic Architecture through Innovation. In: Ali Malkawi, Marius Nygaard, Anne Beim, Erik Stenberg (Hrsg.): Sustainability in Scandinavia. Architectural Design and Planning. Edition Axel Menges GmbH, Fellbach 2018, ISBN 978-3-86905-012-6.
- Mit Walter Unterrainer, Peter Nageler, Sofie Pelsmakers, Liane Thuvander: Emerging architectures. The changing shape of architectural practices. Research lab 'emerging architectures and sustainability'. Arktektenskolens Forlag, Aarhus, Dänemark 2018, ISBN 978-87-90979-75-1.
- Co-housing Project: Vindmøllebakken, Stavanger, Norway. In: Sofie Pelsmakers, Nick Newman (Hrsg.): Everything needs to change. Architecture and the climate emergency. RIBA Publishing, Newcastle upon Tyne 2021, ISBN 978-1-00-037537-4.